# Szymon Goldberg
Szymon Goldberg (Włocławek, 1º giugno 1909 – Toyama, 19 luglio 1993) è stato un violinista e direttore d'orchestra statunitense.

## Biografia
Cresciuto a Varsavia, nel 1917 si trasferì a Berlino dove ebbe come maestro Carl Flesch. A partire dal 1924 svolse alcuni concerti con i Berliner Philharmoniker e nel 1929 fu nominato primo violino. Ebreo, per la persecuzione tedesca dovette poi lasciare l'orchestra nel 1934, nonostante i tentativi di Wilhelm Furtwängler. Fu membro di un trio con Paul Hindemith e Emanuel Feuermann (1930-1934).
Lasciò l'Europa e divenne cittadino statunitense nel 1953. Fu docente all'università di Yale (1978-1982), alla Juilliard School (1978-1980) , alla Curtis Institute of Music ( 1980-1981) e alla Manhattan School of Music a New York a partire dal 1981.
Dopo un primo matrimonio dove la moglie morì nel 1980, trasferitosi in Giappone si sposò nuovamente con la pianista Miyoko Yamane (1938–2006)